# Kentstown
Kentstown (irl. Baile an Cheantaigh) – miasto w hrabstwie Meath w Irlandii położone przy skrzyżowaniu dróg R153 i R150.